# Konrad Witz

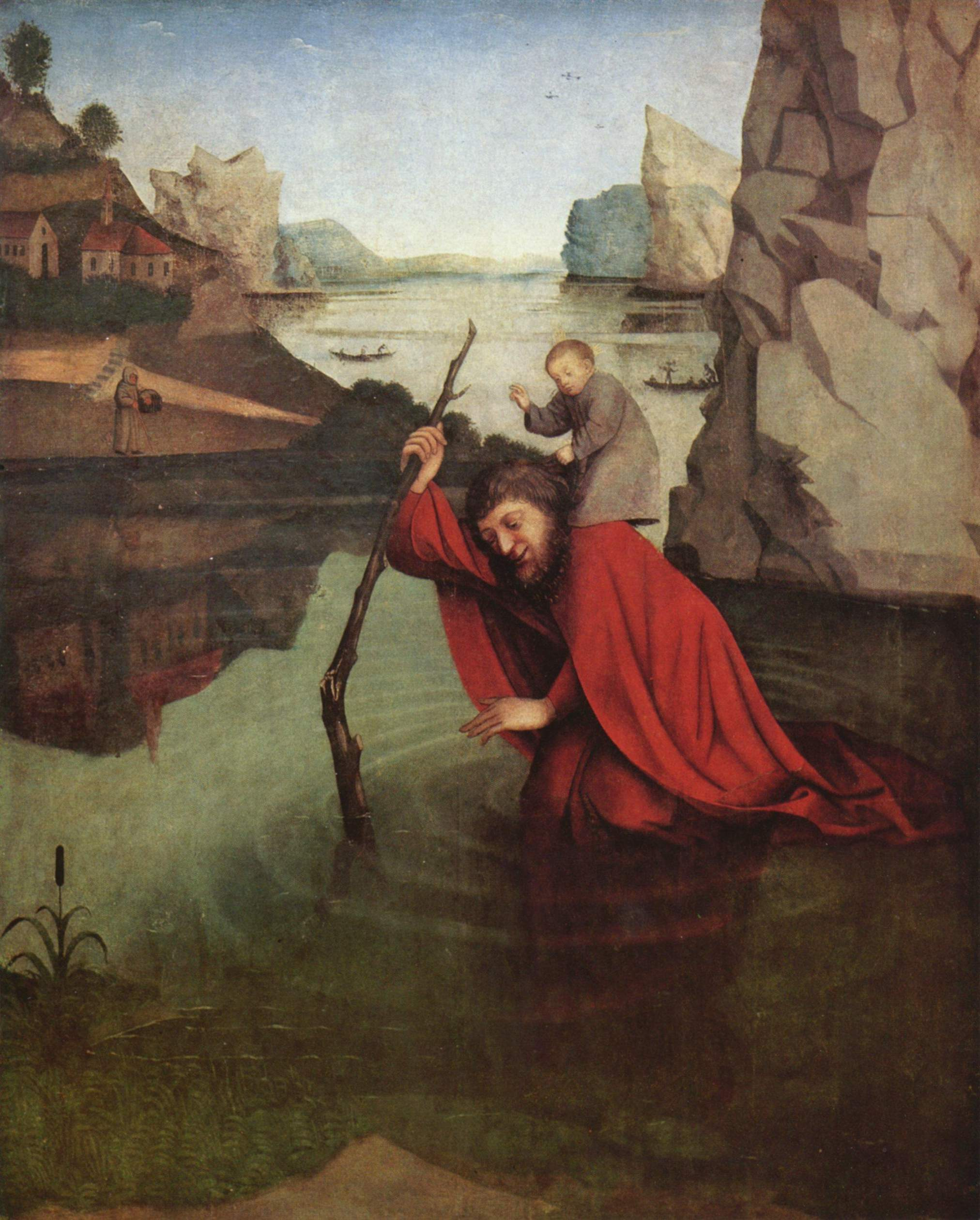
San Cristoforo traghetta Gesù bambino, olio su tela, ca. 1435, Basilea, Kunstmuseum

Konrad Witz (Rottweil, 1410 circa – Basilea, 1445 circa) è stato un pittore tedesco, attivo in Svizzera.

## Biografia
Pochissimo è noto della vita di questo pittore: si suppone possa essere nato a Rottweil, soltanto perché di questa città era il padre Hans, pittore anch'egli, il quale forse si trasferì intorno al 1431 a Costanza, dove si stava tenendo il noto, importante Concilio, e di qui, successivamente, nella ricca Basilea.
È certo che in questa città Konrad risiedeva nel 1434, quando aveva ottenuto l'iscrizione alla Corporazione dei pittori - la Himmelzunft - divenendone cittadino nel 1435 con un atto in cui è nominato «Konrad Witz di Rotwilr, pittore». Quello è anche l'anno in cui sposa Ursula Treyger, nipote di un pittore di Tubinga, Niklaus Rusch, detto «mastro Lawelin», collaborando con lui ad affrescare - ma l'opera è stata distrutta - una sala dell'Arsenale cittadino.
Il successo dovette presto arridergli, se Konrad poté acquistare casa nella Freienstraße, nel pieno centro della città. Seguì a Ginevra il cardinale François de Mies, per il quale concluse nel 1444 il grande altare della cattedrale di San Pietro. Da quell'anno non si hanno di lui più notizie: nel 1446 la moglie risulta già vedova, con cinque figli a carico, dei quali, nel 1447, il padre del pittore assume la tutela.
Le sue opere, pur risentendo dell'influsso di Van Eyck, hanno un senso nuovo della prospettiva e del rapporto tra spazio e figure.

## Galleria d'immagini

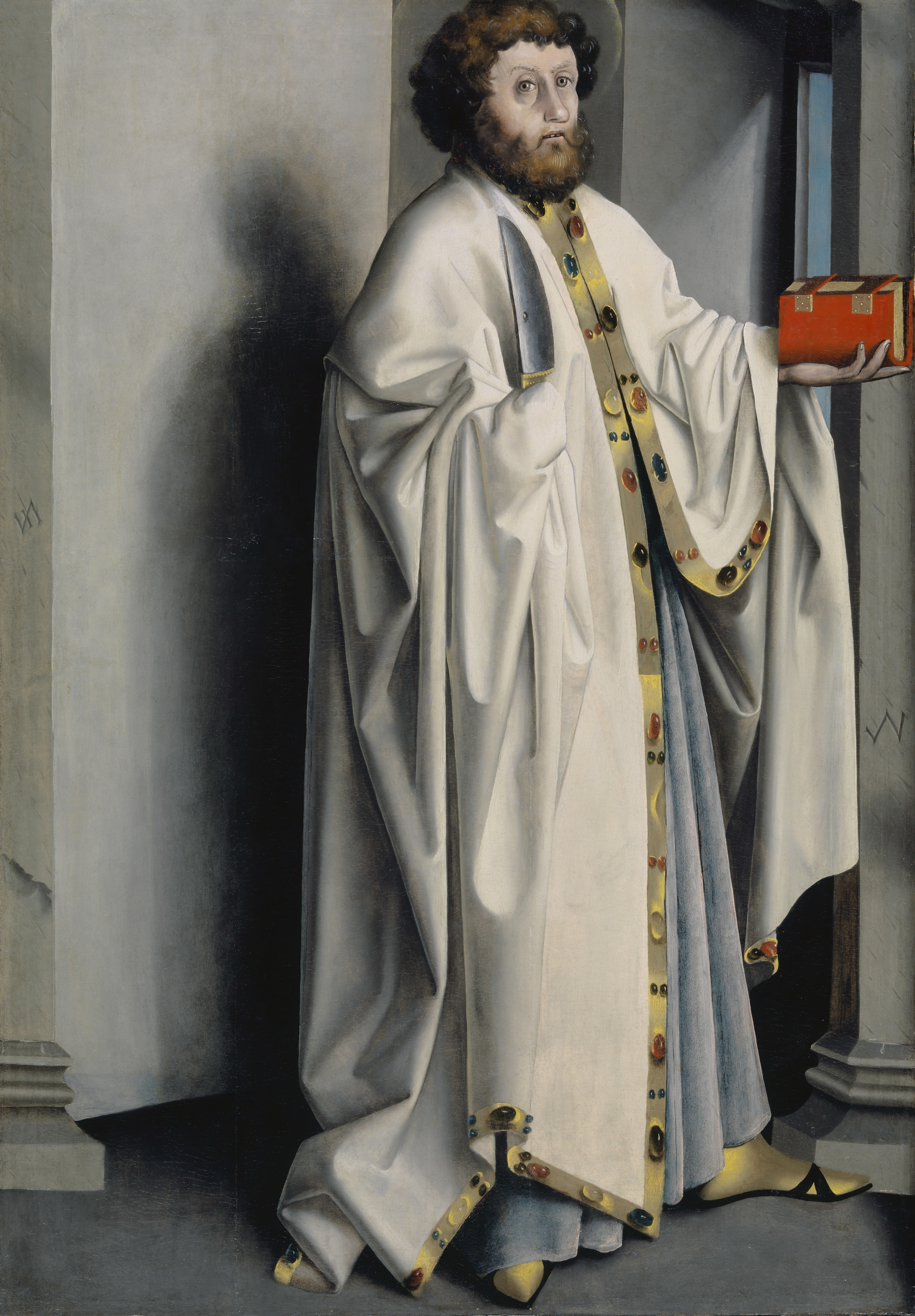
San Bartolomeo, al Kunstmuseum di Basilea.
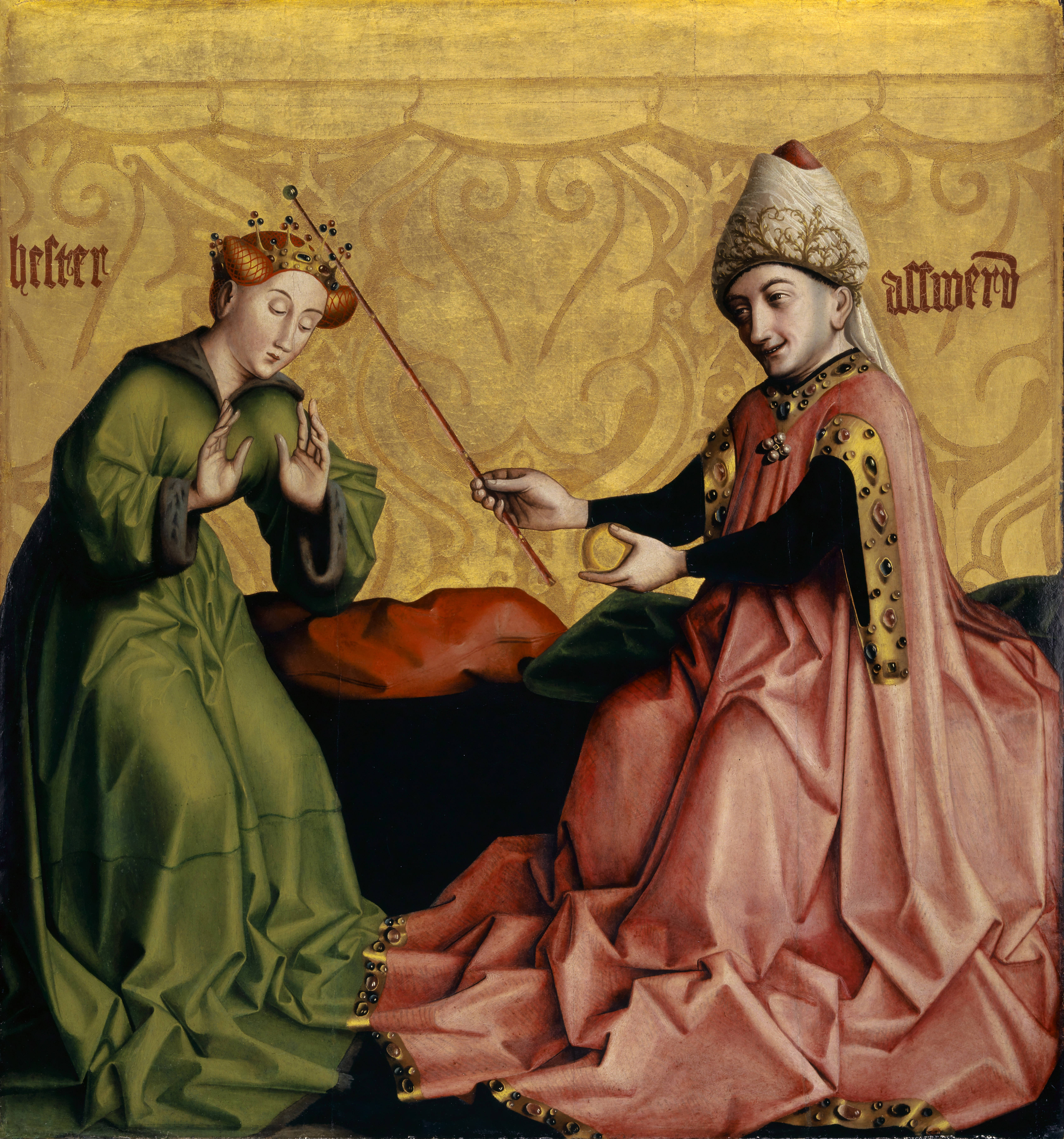
Esther vor Ahasver, al Kunstmuseum di Basilea.
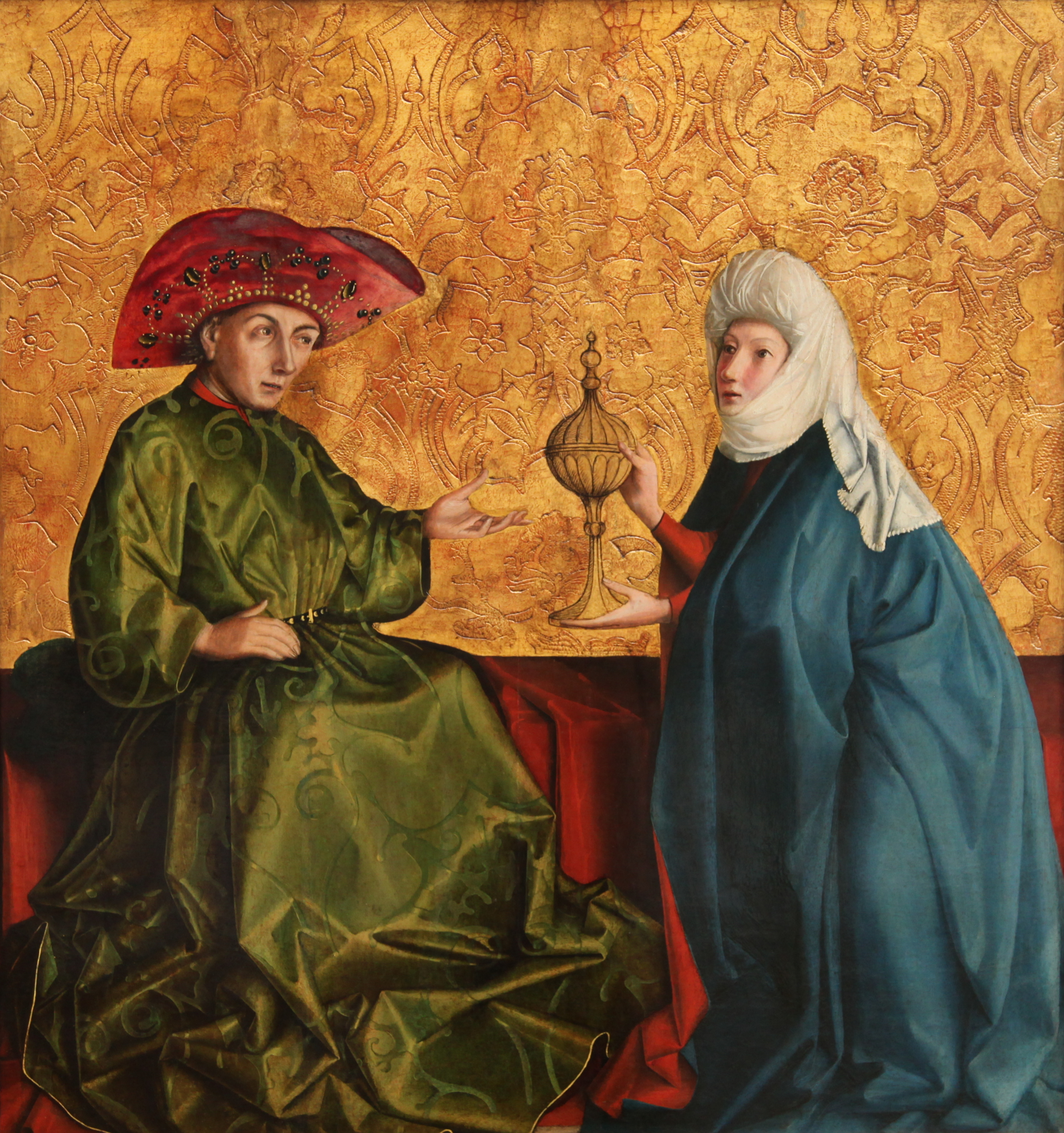
Il re Salomone e la regina di Saba, alla Gemäldegalerie di Berlino.
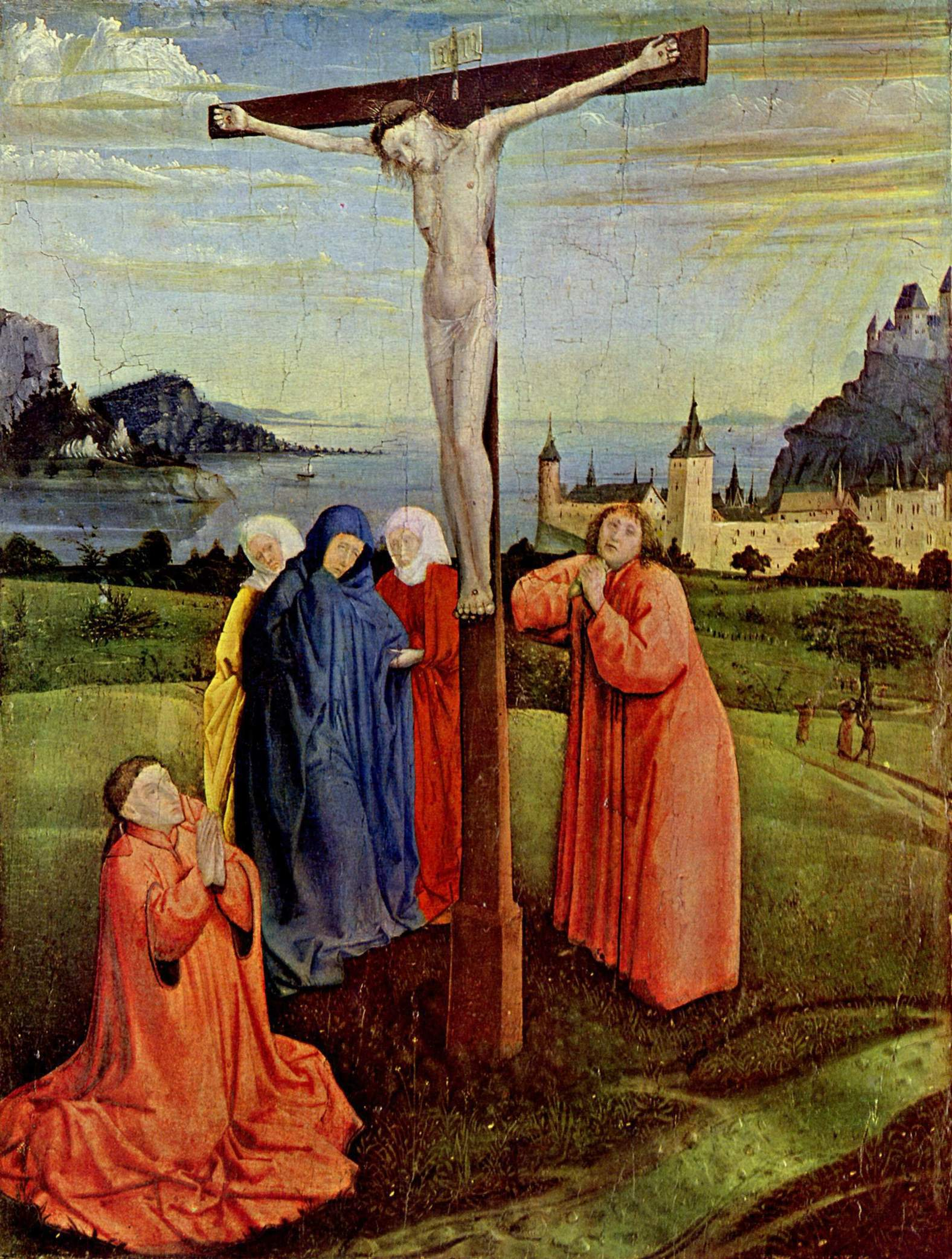
Crocifissione, alla Gemäldegalerie di Berlino.
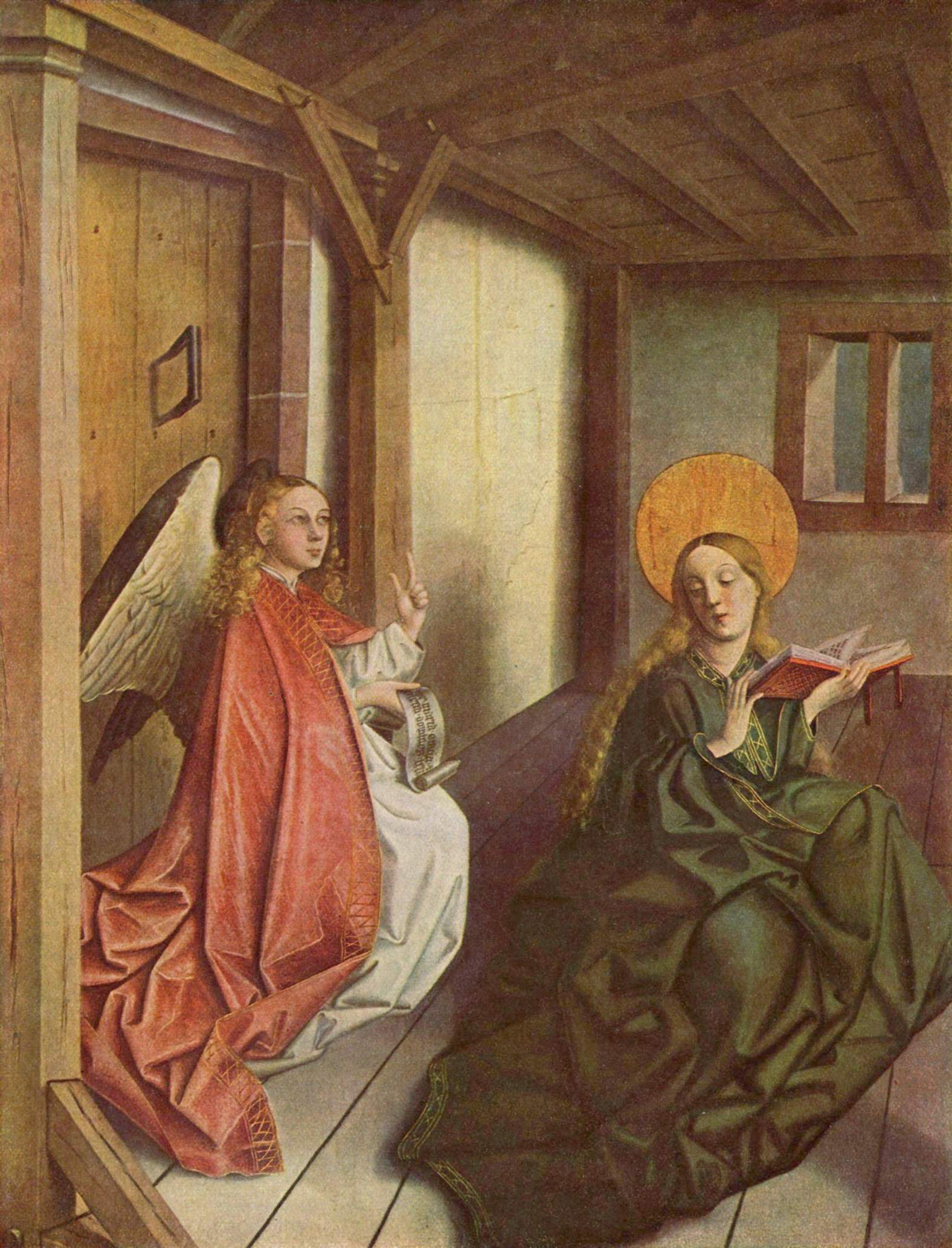
Annunciazione a Maria, parte di un trittico al Museo Nazionale Tedesco di Norimberga.
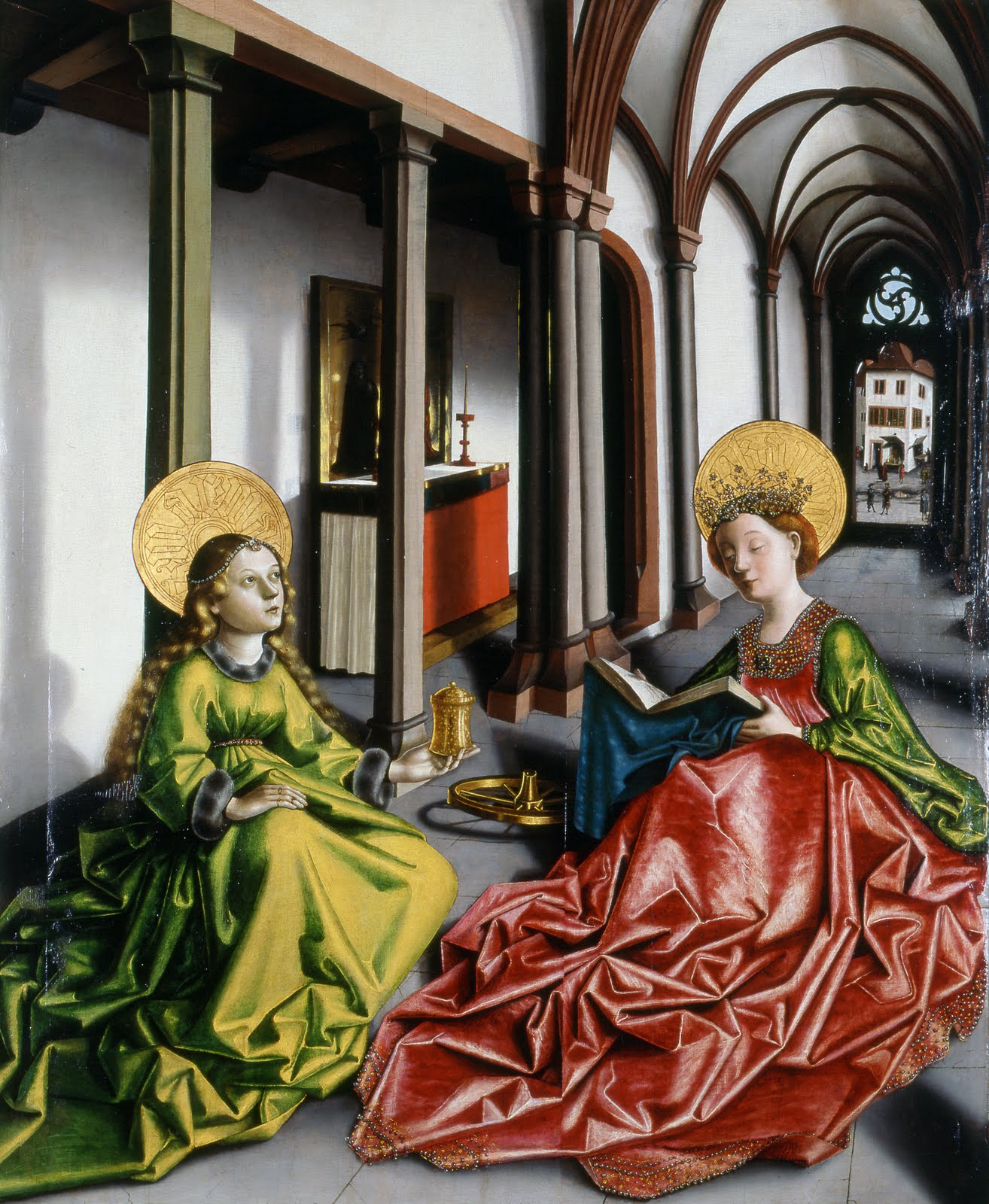
Santa Caterina e Maria Maddalena, al Musée de l'Œuvre Notre-Dame di Strasburgo.
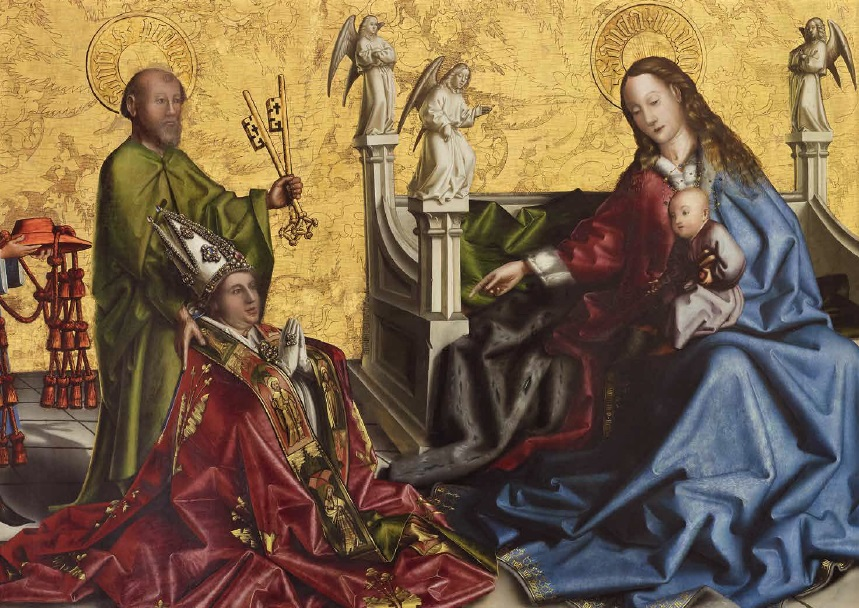
Presentazione del cardinale de Mies alla Vergine, al Musée d'art et d'histoire di Ginevra.
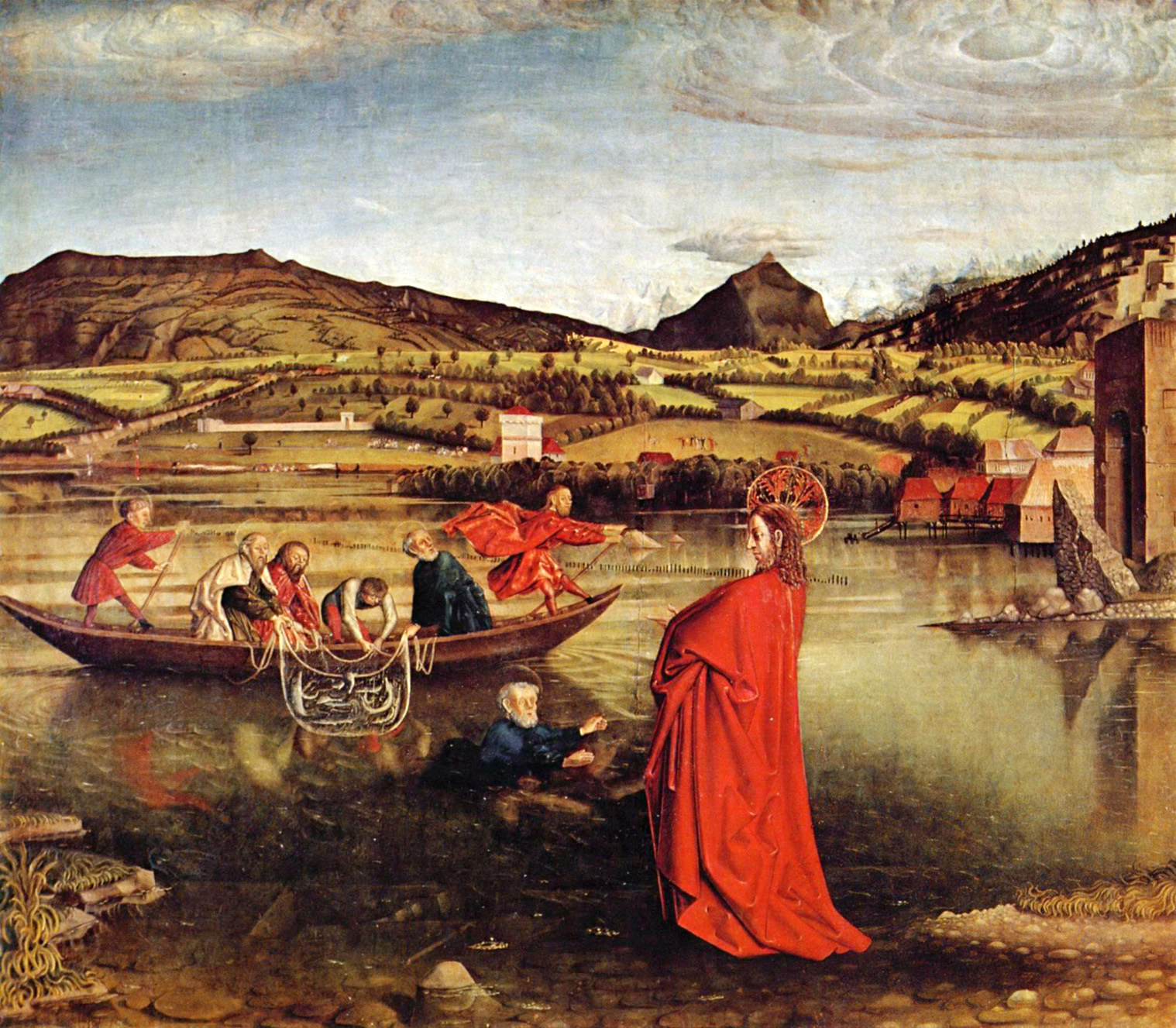
La pesca miracolosa, la pala d'altare creata nel 1444 per la Cattedrale di Ginevra, ora custodita al Musée d'art et d'histoire di Ginevra.
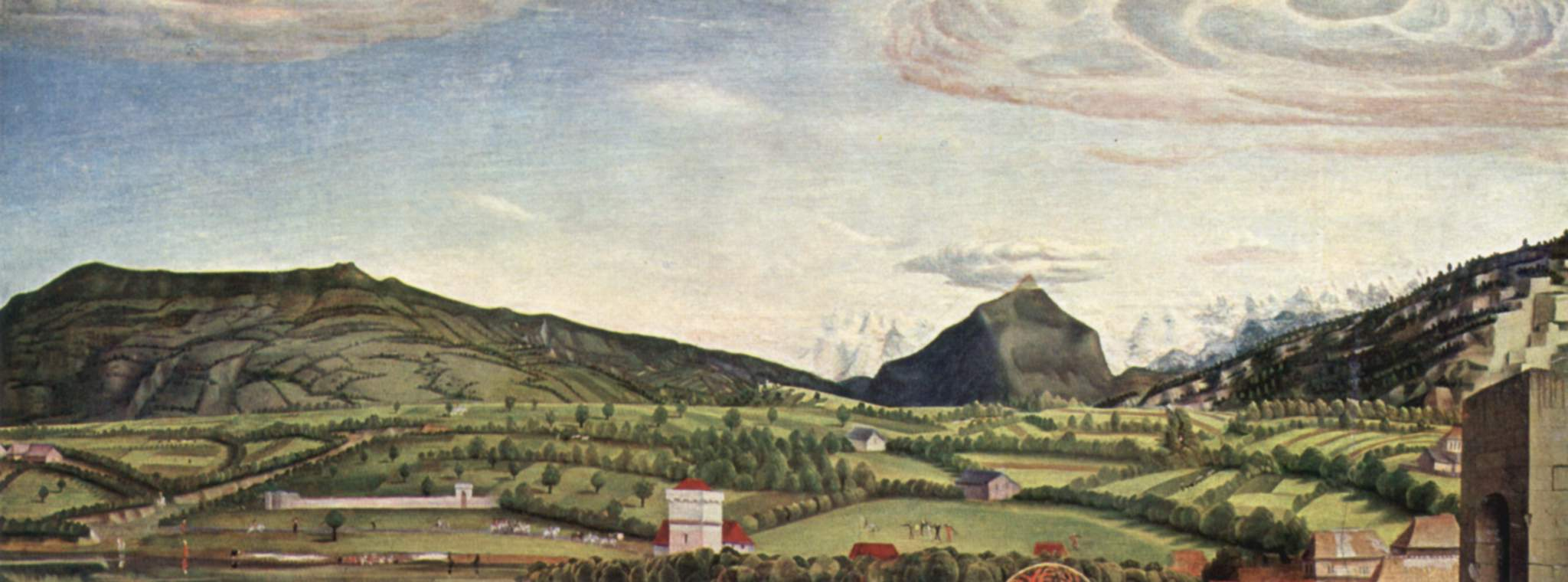
La pesca miracolosa, parte del paesaggio della pala d'altare al Musée d'art et d'histoire di Ginevra.
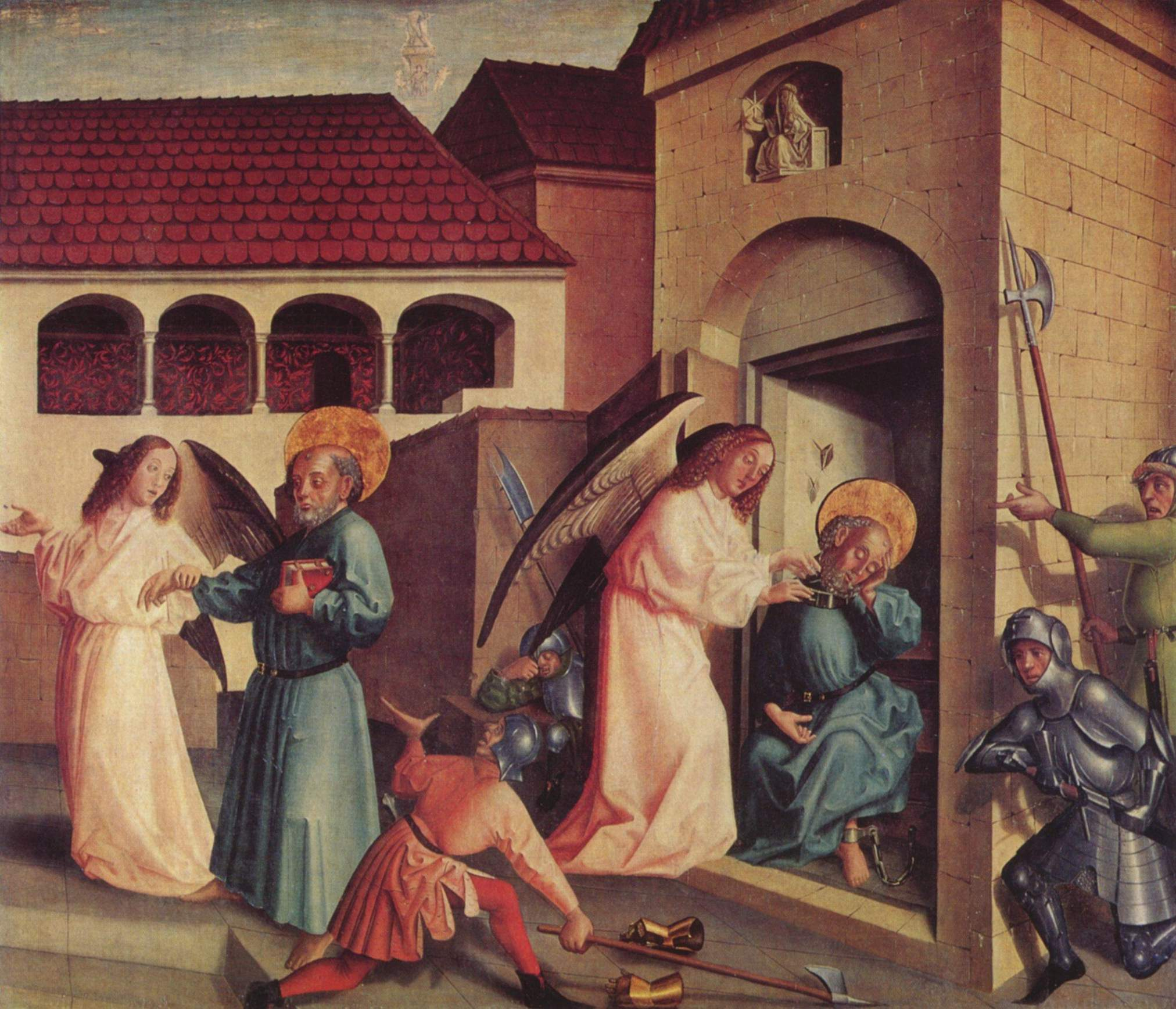
La liberazione di Pietro, parte della pala d'altare al Musée d'art et d'histoire di Ginevra.
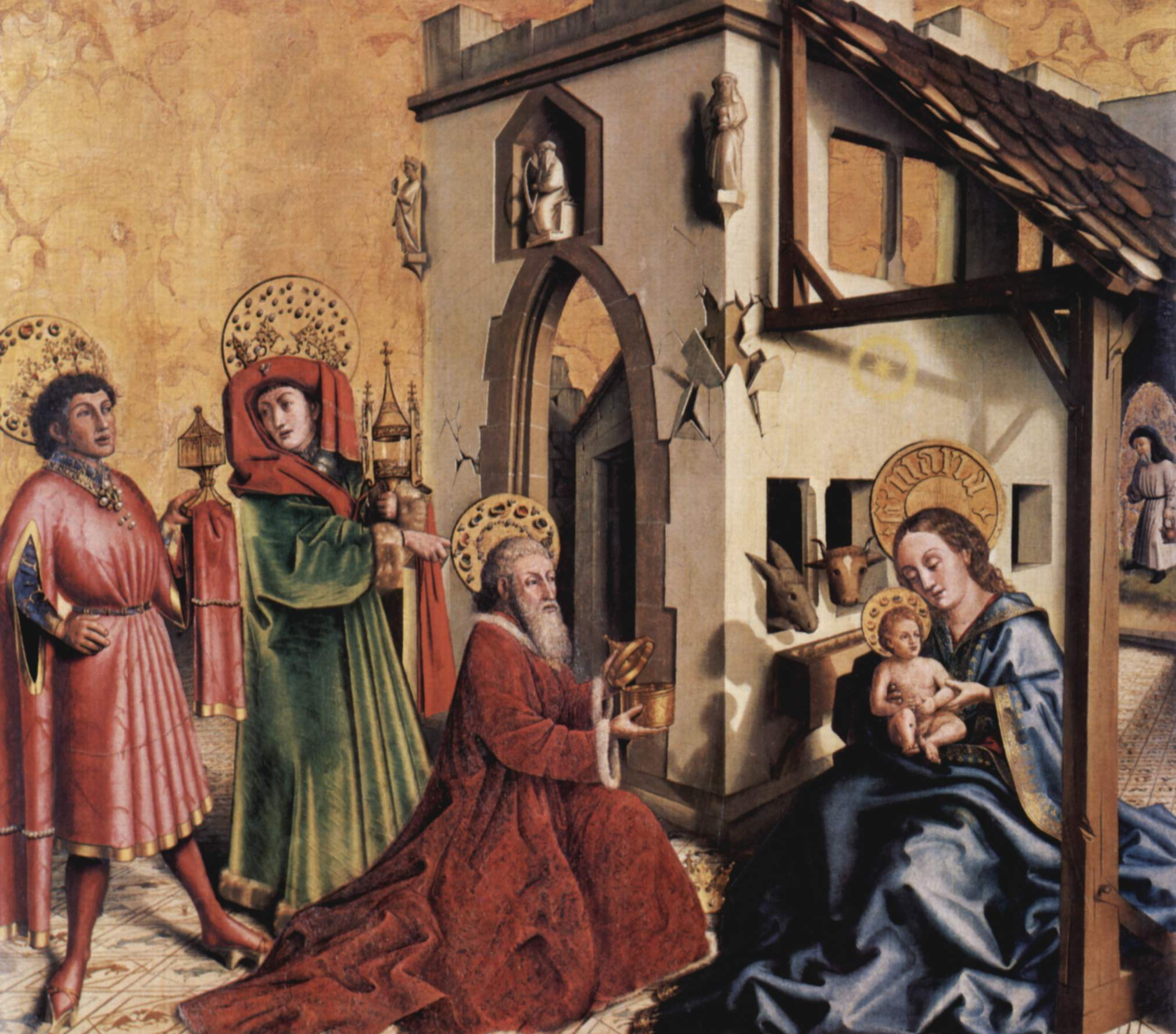
L'adorazione dei magi, al Musée d'art et d'histoire di Ginevra.
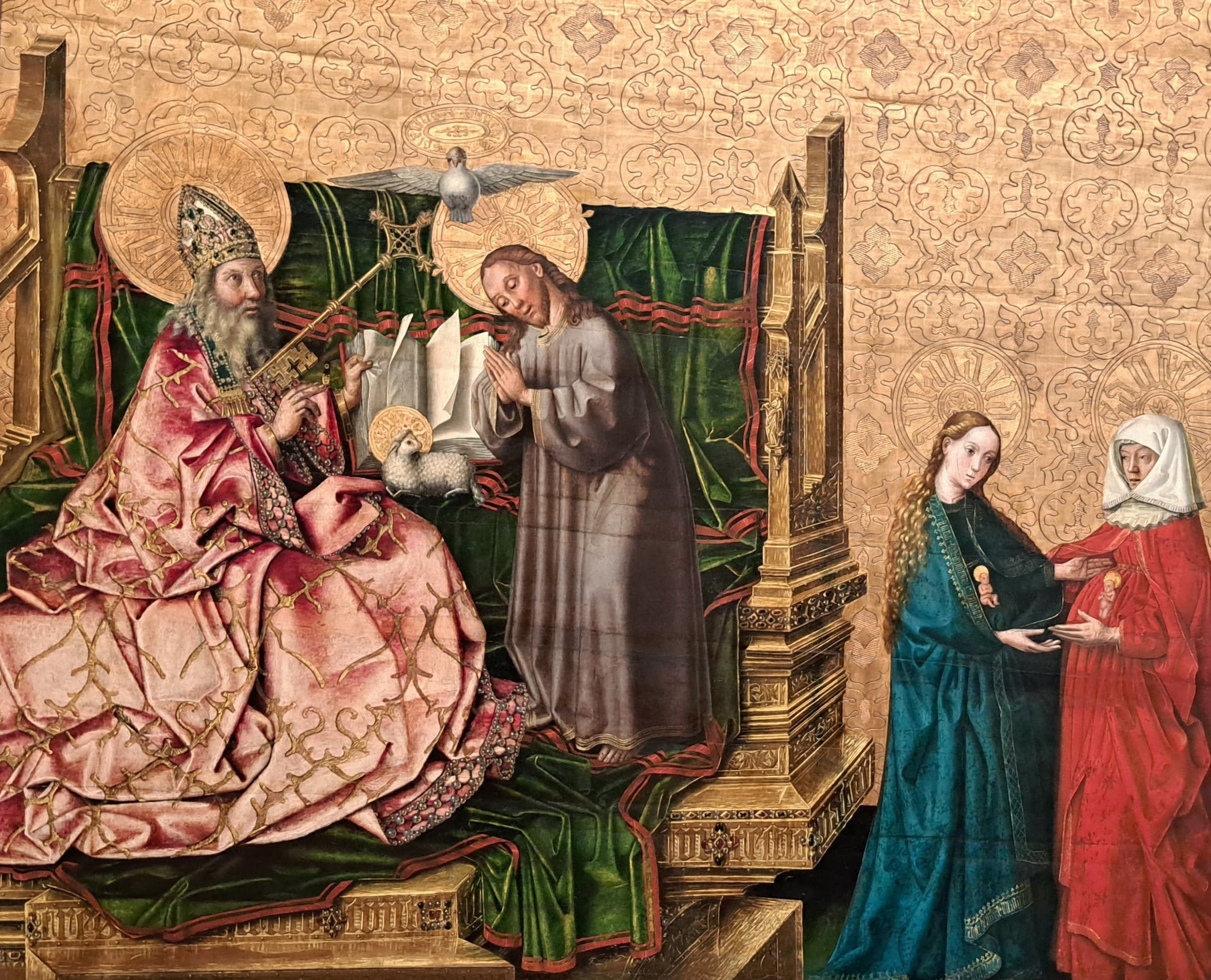
Il concilio della salvezza, 1445 ca., Gemäldegalerie di Berlino